# Perymenium tehuacanum
Perymenium tehuacanum là một loài thực vật có hoa trong họ Cúc. Loài này được Villaseñor & Panero miêu tả khoa học đầu tiên năm 1993.